# Ažuožeriai
Ažuožeriai är en ort i Litauen. Den ligger i den centrala delen av landet, 90 km norr om huvudstaden Vilnius. Ažuožeriai ligger 91 meter över havet och antalet invånare är 452.
Terrängen runt Ažuožeriai är platt, och sluttar västerut. Runt Ažuožeriai är det glesbefolkat, med 20 invånare per kvadratkilometer. Närmaste större samhälle är Anyksciai, 5,2 km nordost om Ažuožeriai. I omgivningarna runt Ažuožeriai växer i huvudsak blandskog.